# Otricoli
Otricoli is een gemeente in de Italiaanse provincie Terni (regio Umbrië) en telt 1867 inwoners (31-12-2004). De oppervlakte bedraagt 27,3 km², de bevolkingsdichtheid is 68 inwoners per km².
De volgende frazioni maken deel uit van de gemeente: Poggio.

## Geschiedenis
In de Romeinse tijd stond Otricoli bekend onder de naam Ocriculum. De Romeinen verplaatsten Ocriculum van een goed verdedigbare heuvel naar het dal, langs de oever van de Tiber. Bij Ocriculum stak de Via Flaminia de rivier over. Door deze nieuwe ligging werd Ocriculum een belangrijk centrum voor de handel in olijven en hout. In de vroege Middeleeuwen werd de Romeinse stad verlaten en verplaatsten de bewoners zich weer naar de beter verdedigbare heuvel. Otricoli werd onderdeel van de Kerkelijke Staat. In 1775 werd begonnen met grootschalige opgravingen in het verlaten en deels verwoeste Ocriculum. Hierbij werden onder andere een groot beeld van de god Jupiter en een grote mozaïek gevonden. Deze vondsten werden, en worden nog altijd, tentoongesteld in de Vaticaanse Musea. Nog altijd zijn in de archeologische zone van Ocriculum een amfitheater, een basilica en resten van een badhuis zichtbaar.

## Demografie
Otricoli telt ongeveer 779 huishoudens. Het aantal inwoners steeg in de periode 1991-2001 met 3,2% volgens cijfers uit de tienjaarlijkse volkstellingen van ISTAT.
| Jaar | Inwoneraantal |
| ---- | ------------- |
| 1991 | 1775          |
| 2001 | 1831          |

## Geografie
De gemeente ligt op ongeveer 209 m boven zeeniveau.
Otricoli grenst aan de volgende gemeenten: Calvi dell'Umbria, Gallese (VT), Magliano Sabina (RI), Narni, Orte (VT), Stroncone.